# Puig Castellar (Vidreres)
El Puig Castellar és una muntanya de 213 metres que es troba al municipi de Vidreres, a la comarca de la Selva.